# Jawor
Jawor es una localidad y un municipio del voivodato de Baja Silesia (Polonia) y capital del distrito homónimo. Se encuentra a unos sesenta y un kilómetros al oeste de Breslavia, la capital del voivodato. En 2011, según la Oficina Central de Estadística polaca, cubría una superficie de 18,8 km² y tenía una población de 23 773 habitantes.
La Iglesia de la Paz de Jawor es uno de los monumentos más notables de Silesia. Desde 2001 está inscrita en la lista del Patrimonio de la Humanidad de la Unesco. 